# Кампо Императоре
Кампо Императоре (итал. Campo Imperatore; досл. Императорово поље), је планински травњак који су формирале висоравни изнад масива Гран Сасо д’Италије. Познат и као „Мали Тибет“, налази се у националном парку Гран Сасо, у провинцији Л’Аквила, Абруцо, Италија.
Кампо Императоре је популарна дестинација за снимање филмова; коришћен је за снимање преко 20 филмова, укључујући филмове Американац, The Name of the Rose, Krull, Ladyhawke, Црвена Соња, Il sole anche di notte, и L'Armata ritorna.
У облику је алувијалне равни, укупне дужине од 27 km и ширине од око 8 km. Налази се у близини највећег врха Апенина — Корно Грандеа и најјужнијег ледника у Европи — Калдерона. На сјеверу, окружују га Монте Прена, Монте Аквила и планине Камичија, док га на југу окружују Монте Счиндарела, Месола и Монте Болца.
Надморска висина Кампо Императореа се креће од 1,500 до 1,900 метара, док је укупна површина око 80 km². На западној страни налази се ски центар, који је почео комерцијално пословање током 1920-их као скијалиште, док је касније то постао популарани ски центар, удаљен 132 km од Рима. Хотел у оквиру комплекса претворен је у затвор за Бенита Мусолинија у августу 1943. године, гдје је био док га нису спасили њемачки командоси у септембру 1943. Са источне стране долине налази се 4 km дуга стаза за крос кантри, коју одржава сусједни град Казтел дел Монте.
На југоисточној страни Кампо Императореа налазе се средњовјековни планински градови којима је некада владала породица Медичи — Казтел дел Монте и Санто Стефано ди Сесанио, као и рушевине једне од највиших европских тврђава — Рока Каласчије.
На Кампо Императореу налази се Алпска ботаничка башта, која служи за развој и проучавање више од 300 врста биљака, укључујући и ријетке и заштићене врсте, као што су Vaccinium gaultherioides, Gentiana lutea (жута линцура), Leontopodium nivale, (рунолист) и Adonis distorta. Све биљке су навикле на окружење Кампо Императореа.
Такође, станиште је апенинског вука, апенинске дивље мачке и абруцшке дивокозе, која је била близу истребљења, али се врста опоравила заједничким дјеловањем италијанског сектора Свјетске фондације за природу и управе националног парка Гран Сасо. Остале врсте које настањују Кампо Императоре су дивље свиње, лисице, змије бјелоушке и разне врсте птица укључујући сурог орла и сивог сокола.
Такође, у долини се налази опсерваторија Кампо Императоре, огранак римске опсерваторије, за праћење астероида и комета који се крећу близу Земље.

## Спорт

### Ђиро д’Италија
Кампо Императоре је угостио Ђиро д’Италију пет пута, сваки пут је успон био и циљ етапе. Први пут вожен је на петој етапи 1971, када је Висенте Лопез Кариљ побиједио. Други пут вожен је 14 година касније, када је, у оквиру етапе 14, Франко Кјочоли тријумфовао. Године 1989, Данац Јон Карлсен је побиједио у оквиру осме етапе, док је 1999. године, Кампо Императоре био циљ осме етапе, вожене од Пескаре. Тријумфовао је Марко Пантани, који је био лидер до претпоследње етапе, када је прије почетка етапе дисквалификован јер је имао висок ниво хематокрита, што указује на допинг крвљу, познат као ЕПО. Након 19 година, Кампо Императоре је био циљ девете етапе, вожене од Пезко Саните. Побиједио је Сајмон Јејтс.
| Година | Етапа | Старт и циљ                     | Дистанца (km) | Побједник етапе     |
| ------ | ----- | ------------------------------- | ------------- | ------------------- |
| 1971.  | 5     | Pescasseroli — Кампо Императоре | 198           | Висенте Лопез Кариљ |
| 1985.  | 14    | Фрозиноне — Кампо Императоре    | 195           | Франко Кјочоли      |
| 1989.  | 8     | Рим — Кампо Императоре          | 179           | Јон Карлсен         |
| 1999.  | 8     | Пескара — Кампо Императоре      | 253           | Марко Пантани       |
| 2018.  | 9     | Пезко Санита — Кампо Императоре | 224           | Сајмон Јејтс        |
| 2023.  | 7     | Капуа — Кампо Императоре        | 218           | Давиде Баис         |

## Цитирана библиографија
- Dauncey, Hugh; Hare, Geoff (2003). The Tour De France, 1903–2003: A Century of Sporting Structures, Meanings and Values. London: Frank Cass & Co. ISBN 978-0-203-50241-9. Приступљено 25. 5. 2020.
- Whittam, John (2005). Fascist Italy. Manchester University Press. ISBN 0-7190-4004-3.
- Annussek, Greg (2005). Hitler's Raid to Save Mussolini. Da Capo Press. ISBN 978-0-306-81396-2.